# Carlos Raffaelli
Carlos Raffaelli (Rafaela, Santa Fe, 2 de diciembre de 1954) es un exjugador de baloncesto argentino que actuaba en la posición de escolta. Aunque jugó en diversos clubes de la Argentina y tuvo un paso por el Fortitudo Bologna de la Serie A de Italia, se destacó jugando en Obras Sanitarias. Fue también miembro de la selección de baloncesto de Argentina. Considerado uno de los mejores baloncestistas argentinos de su generación, fue galardonado con el Olimpia de Plata en 1975 y 1979 y con el Diploma al Mérito de la Fundación Konex en 1990.

## Trayectoria en clubes
Formado en la cantera de Atlético Rafaela, llegó a jugar en los campeonatos santafesinos antes de ser fichado por   Obras Sanitarias a comienzos de 1973. En el club porteño inició una primera etapa en la que se destacó como anotador, teniendo la posibilidad de protagonizar duelos internacionales en el Campeonato Sudamericano de Clubes de 1975 y en la Copa William Jones de 1976. Su actuación allí captó la atención de clubes italianos, por lo que terminó incorporándose al Fortitudo Bologna.
Su aporte para que su equipo alcanzase por primera vez la final de la Copa Korać fue fundamental, pero no pudo disputar la final en Ginebra contra el Jugoplastika Split porque recibió una sanción de FIBA al no responder a una convocatoria para jugar con la selección de su país.
Regresó a mediados de 1978 a Obras Sanitarias para reforzar al plantel que terminaría consagrándose subcampeón de la Copa William Jones. Así comenzaría su segundo ciclo con el club porteño, el cual se extendió hasta mediados de 1985. En ese periodo fue partícipe de la conquista del Campeonato Argentino de Clubes de 1982 y de la Copa William Jones de 1983. 
Dado que su club no tenía intención de participar de la recientemente creada Liga Nacional de Básquet, Raffaelli tomó la decisión de sumarse a un equipo que aspirase a jugar ese torneo: de ese modo llegó a Estudiantes Concordia, con el cual conquistaría la Liga B en 1986 y haría su debut en la LNB al año siguiente.
Pasó luego por el Deportivo San Andrés, Boca Juniors y River Plate, retirándose definitivamente en 1991. 

## Selección nacional
Raffaelli fue figura en la selección argentina juvenil que conquistó el título en los Campeonatos Sudamericanos de Baloncesto Juveniles de 1972 y 1973.
Con la selección mayor jugó la Copa Mundial de Baloncesto de 1974 de Puerto Rico. También fue parte del equipo que actuó en el torneo de baloncesto masculino de los Juegos Panamericanos de México 1975 y de San Juan 1979. Su actuación más exitosa con el combinado nacional sería en el Campeonato Sudamericano de Baloncesto, siendo miembro de la escuadra que conquistó el oro las ediciones de 1976 y 1979, y de la que obtuvo el bronce en 1981 y la plata en 1983. No pudo participar del Campeonato Sudamericano de Baloncesto de 1977 porque estaba suspendido por FIBA debido a que estaba vigente la sanción que había recibido antes de la final de la Copa Korać.
En abril de 1980 disputó el Torneo de las América en Puerto Rico. En el partido decisivo ante Brasil, Raffaelli anotó 36 puntos en lo que sería la victoria de los suyos por 118 a 98. Con ese resultado, los argentinos consiguieron la clasificación a los Juegos Olímpicos de Moscú 1980 a realizarse en julio, pero por cuestiones políticas el país decidió sumarse al boicot propuesto por los Estados Unidos.
Siendo ya un jugador veterano, recibió su última convocatoria al equipo nacional para disputar el Torneo de las Américas de 1988, en el cual los argentinos terminaron en un decepcionante quinto puesto. 

## Vida privada
Carlos Raffaelli es padre de dos gemelos, Lucas y Sebastián Raffaelli, que también jugaron profesionalmente al baloncesto en la Liga Nacional de Básquet.